# Claudio Cartier
Claudio Brandini Cartier (Rio de Janeiro, 25 de setembro de 1950 — Rio de Janeiro, 17 de outubro de 2020)  foi um violinista, arranjador, cantor, compositor, artista plástico e cartunista brasileiro.
Aos 11 anos de idade ganhou seu primeiro violão. Estudou com os professores Antonio Rebello e Jodacil Damasceno (violão clássico). Inicialmente voltado para a área erudita, em 1968 começou a ter contato com a música popular nas reuniões do Movimento Artístico Universitário (MAU). Entre 1968 e 1970, freqüentou o Instituto Villa-Lobos. Recebeu orientação musical de Radamés Gnattali e estudou canto na Escola Nacional de Música. Nessa mesma época, ingressou no Instituto de Belas Artes, tendo realizado diversos trabalhos como desenhista, destacando-se cartuns para o programa "Faça humor, não faça guerra" (TV Globo).

## Composições
Cláudio Cartier era autor de vários sucessos da música brasileira, popularizados na voz do cantor Emílio Santiago, como: Saigon, Dias de Lua, Coisas da Paixão e É Demais pra Mim.

## Morte
Cartier morreu de infarto em 17 de outubro de 2020, aos 70 anos.

## Discografia
- Direito de Amar (1987)
- Saigon (1985)
- 1789/Deveria (1984)
- Claudio Cartier (1982)
- Brazilian Connection (1977)
- Burnier & Cartier (1976)
- Burnier & Cartier (1974)
- Coisas da Paixão
- Abelhas (c/ Heitor de Pedra Azul)
- Aldeia global
- Amei demais (c/ Marco Aurélio)
- Ben-Hur dos macacos (c/ Aldir Blanc)
- Chuva miúda (c/ Aldir Blanc)
- Cinelândia (c/ Paulo César Feital)
- Coisa do destino (c/ Carlos Costa)
- Coisas da paixão (c/ Marco Aurélio)
- Demorô (c/ Paulinho Tapajós)
- Deveria (c/ Paulo César Feital)
- Dia ferido (c/ Octávio Burnier)
- Dia tão bonito (c/ Paulo César Feital)
- Dias de lua (c/ Marco Aurélio e Paulo César Feital)
- Dois por quatro (c/ Paulo César Feital)
- É demais pra mim (c/ Marco Aurélio)
- Ecoline (E. M. L. )
- Exercício matinal (c/ Octávio Burnier)
- F. G. C. (c/ Paulo César Feital)
- Fala geral (c/ Paulo César Feital)
- Ficaram nus (c/ Octávio Burnier)
- Isso não (c/ Paulo César Feital)
- Lua com limão (c/ Paulo César Feital)
- Marcante (c/ Octávio Burnier)
- Maria Clara (c/ Paulo César Feital)
- Mastruço e catuaba (c/ Aldir Blanc)
- Meu coração é você (c/ Carlos Costa)
- Meu sol (c/ Paulo César Feital)
- Mil atrações (c/ Aldir Blanc)
- Minha mãe não sabe de mim (c/ Octávio Burnier e Ivan Wrigg)
- Naquela noite (c/ Guto Marques)
- Nas areias da ampulheta (c/ Paulo César Feital)
- No analises (c/ Paulo César Feital)
- Olhar bandido (c/ Paulinho Tapajós)
- Paralelo à Neruda (Paulo César Feital)
- Parte capital (c/ Octávio Burnier)
- Peça de jazz (c/ Tahis Andrade)
- Ponte aérea (c/ Norma Clin)
- Real grandeza (c/ Paulo César Feital)
- Reciclar (c/ Guto Marques)
- Resgate (c/ Paulo César Feital)
- Saigon (c/ Carlão e Paulo César Feital)
- Saudações (c/ Paulo César Feital)
- Sítio azul
- Só tem lugar pra você (c/ Octávio Burnier)
- Última noite (c/ Paulo César Feital)
- Ziguezagueou (c/ Marco Aurélio e Marcio Proença)